# 金子武麿
金子 武麿（かねこ たけまろ、1897年〈明治30年〉12月22日 - 1959年〈昭和34年〉1月14日）は、日本の実業家、政治家、華族。貴族院伯爵議員。位階は従四位。勲等は勲六等。

## 経歴
官僚・政治家、金子堅太郎の二男として生まれる。父の死去に伴い1942年（昭和17年）6月1日、伯爵を襲爵した。
1922年（大正11年）、東京帝国大学文学部を卒業。1923年（大正12年）内閣属となる。以後、加藤友三郎内閣・第2次山本内閣・清浦内閣の内閣総理大臣秘書官、田中義一内閣内閣総理大臣秘書官兼外務大臣秘書官、齋藤内閣・中島久万吉商工大臣秘書官、大礼使事務官などを歴任。
実業界では、電気化学工業取締役、台湾電化取締役、日本塗紙工業取締役、東北振興化学監査役、カーバイト共販監査役、東京都商工経済会評議員、日本硫硝酸統制社長などを務めた。
1942年（昭和17年）に父である堅太郎が死去して襲爵。1946年（昭和21年）6月27日、貴族院伯爵議員補欠選挙で当選し、研究会に所属して活動し1947年（昭和22年）5月2日の貴族院廃止まで在任した。

## 親族
- 母 金子弥寿子（山田秀典二女）[1]
- 妻 金子豊子（大橋新太郎五女）[1]
- 叔母 團ヨシ（團琢磨夫人）[1]